# Daltonia estacadus
Daltonia estacadus är en insektsart som beskrevs av Ball 1911. Daltonia estacadus ingår i släktet Daltonia och familjen dvärgstritar. Inga underarter finns listade i Catalogue of Life.